# Première bataille d'Agordat
Pour les articles homonymes, voir Bataille d'Agordat.
Guerre des Mahdistes
Batailles
- Aba
- El Obeid
- Première bataille d'El Teb
- Deuxième bataille d'El Teb
- Tamai
- Trinkitat
- El Eilafun
- Abu Klea
- Abu Kru
- Khartoum
- Kirbekan
- Hashin
- Tofrek
- Ginnis
- Metemma
- Toski
- Agordat
- Barca
- Tokar
- Serobeti
- Agordat
- Kassala
- Gulusit
- 1er Sebderat
- 2e Sebderat
- Mokram
- Tucruf
- Firkat
- Hafir
- Bedden
- Redjaf
- Abu Hamed
- Atbara
- Omdurman
- Fachoda
- Gedaref
- Roseires
- Umm Diwaykarat

La Première bataille d'Agordat ou plus communément nommé le combat d'Agordat est livré le 27 juin 1890 entre le Corps royal des troupes coloniales (Regio Corpo Truppe Coloniali - RCTC) et les Derviches pendant la guerre des Mahdistes du Soudan.

## Histoire
Environ un an après Métemma, la première bataille d'Agordat a eu lieu. En vérité, la première bataille d'Agordat devrait être appelée, beaucoup plus correctement, la première combat d'Agordat en raison des forces pas très importantes qui se sont affrontées. Pas plus de 2 000 combattants au total pour les deux camps. Mais on a pris l'habitude de l'appeler ainsi pour la distinguer de la "deuxième", celle de 1893, qui est certainement à compter parmi les batailles en raison de l'importance des forces engagées, au total environ 14 000 hommes. Dans les deux faits d'armes, cependant, le rapport numérique des forces est identique, un contre cinq au désavantage des Italiens. Une autre concordance est qu'il y a eu dans les deux cas une victoire nette des armes italiennes sur les habiles guerriers, les Derviches, qui avaient déjà humilié les forces coloniales britanniques, les meilleures du monde, et anéanti celles d'Abyssinie.
Après la victoire du Mahdi sur le Negus Yohannes IV d'Éthiopie, les Derviches étaient plus déterminés que jamais à étendre leur influence vers le sud, c'est pourquoi ils ont ordonné au diglal (chef) des Beni Amer, qui avec ses tribus s'était récemment soumis à l'Italie, de se rendre immédiatement à Kassala, de se mettre sous les ordres du Mahdi et de rompre ainsi les pactes conclus avec les infidèles, les Italiens. Mais le diglal s'est bien gardé d'obéir à une telle injonction, qui pour lui, une fois à Kassala, aurait signifié une mort certaine. C'est ainsi qu'en juin 1890, un millier de derviches, conduits par l'émir Ibrahim Faragiallah et commandés par Kater Deemedan, s'abattent avec rapacité sur le Dega pour un châtiment exemplaire, qui doit s'appliquer à tous ceux qui refusent d'obéir à la volonté des mahdistes. Leurs forces s'élevaient à 100 cavaliers, 600 fusiliers et 300 lanciers à pied, ainsi que quelques centaines d'irréguliers.
Le raid a pris les guerriers de ces populations frontalières par surprise et sans préparation, de sorte que le massacre a été immense. Les pillages, les incendies, les viols et les saccages ont été tout aussi immenses. Le diglal des Beni Ammer lui-même a été assassiné de façon barbare, tout comme le chef de la tribu des Omram, Scek Egel. Plus de cinq cents jeunes femmes ont également été enlevées et réduites en esclavage. Le prestige des Italiens, parmi les populations nouvellement assujetties, a subi un coup sévère lors de la féroce incursion mahdiste. Il fallait faire quelque chose immédiatement et montrer à tous que ceux qui se déclaraient amis de l'Italie ne pouvaient pas être touchés en toute impunité. Pour cette raison, le commandement italien a décidé de faire intervenir immédiatement ses propres unités, confiant la tâche à un excellent officier, le capitaine Gustavo Fara.
C'est le colonel Cortese, commandant du fort de Cheren, qui ordonna au capitaine Fara avec les 1re et 2e compagnies du 1er bataillon indigène (un total de 230 hommes et 6 officiers: le capitaine Gustavo Fava et les lieutenants Issel, Cristofano, Gino Pennazzi, Michele Spreafico et Olivari) de se diriger à marches forcées vers Biscia, à plus de 80 kilomètres de Cheren, où ils espéraient engager les derviches. Le 26 juin, la colonne du capitaine Fara arrive près de la ville d'Agordat, où les éclaireurs ont remarqué de nombreuses pistes de chevaux et de chameaux près d'une rivière. Cependant, une fouille des environs a donné des résultats négatifs : aucune présence de l'ennemi. La marche forcée ayant été très fatigante, le commandant italien a pris la décision de camper en attendant aux puits d'Agordat.
Peu de temps après que les Italiens eurent fait halte aux puits, une troupe de derviches apparut soudain, tirant des chevaux à l'air fatigué qui se rendaient à l'abreuvoir. Vraisemblablement, ces guerriers s'étaient séparés du groupe principal, peut-être lors d'un raid, puis, fatigués, étaient venus là pour se désaltérer. Fara les a immédiatement reconnus pour des ennemis grâce à leurs uniformes caractéristiques, de longues robes blanches rapiécées avec des patchs de couleur. La surprise fut si grande en voyant les àscari, que les guerriers n'eurent pas le temps de réagir. Ils ont immédiatement encerclé les fosses et capturé une douzaine de traînards de la mystérieuse tourmente qui avait laissé sa trace. Désarmés, ils ont été amenés devant les officiers italiens. Interrogés, par l'intermédiaire d'un interprète, ils n'ont rien voulu répondre et se sont enfermés dans un silence absolu ; même les menaces d'exécution pour leur récent comportement de maraudeurs ne valaient rien. Conduits à tour de rôle (peut-être pour essayer de faire parler le suivant par peur) devant le peloton d'exécution, ils se sont comportés comme les magnifiques guerriers qu'ils étaient et sont morts fièrement.
La terrible scène avait cependant terrifié un de leurs esclaves, un certain Abdallah, qui plaida pour sa vie en échange de la révélation de l'endroit où se trouvait le gros des mahdistes. Rassuré, il dit qu'après le massacre de Dega, les derviches étaient descendus par les gorges du Dantai et avaient campé au confluent des rivières Giache et Barca, d'où ils partiraient le lendemain. La région n'était pas très éloignée. À l'aube du 27 juin 1890, le capitaine Fara et ses subordonnés, les lieutenants Cristofano, Spreafico et Issel, donnent les ordres nécessaires pour que les compagnies soient prêtes pour la prochaine bataille, malgré le fait que la faim se fait sentir chez tout le monde, car la caravane de nourriture n'est pas encore arrivée. Bientôt les àscari arrivèrent sur les sommets des collines, d'où l'on pouvait dominer le camp ennemi. Dans la vallée, le long des rives de la Giache, une colonne dense d'hommes et d'animaux s'est déployée pour entamer la marche de retour : des guerriers armés, la plupart de fusils, d'autres de lances, certains à pied, d'autres sur des montures ; de nombreux dromadaires, chargés à ras bord des nombreuses choses précédemment pillées ; au centre une masse de jeunes femmes. De grandes bannières bleues flottaient au vent, tandis que sur les piques de nombreux guerriers se trouvaient des trophées hideux de têtes humaines coupées.
Alors que les deux compagnies italiennes se déploient pour l'attaque, l'arrière-garde ennemie donne l'alerte. Les premières volées de fusils des compagnies italiennes indigènes sont meurtrières : de larges brèches s'ouvrent dans les rangs des Derviches, qui se referment insouciants en dessous pour en venir au corps à corps et affirmer ainsi leur supériorité numérique à la pointe du fusil. Il fallait donc, à un certain moment, que les àscari mettent la main sur la baïonnette, et ils faisaient des étincelles, signe du bon entraînement des officiers italiens. Pendant ce temps, l'arrière des derviches était en ébullition, à cause de la rébellion des femmes Beni Amer faites prisonnières, qui s'acharnaient à couper les cordes des charges des dromadaires, qui tombaient ensuite sur les têtes des combattants des derviches. Cependant, la réaction de ces derniers a été terrible, beaucoup d'entre eux ont eu le ventre horriblement entaillé par des poignards, tandis que d'autres ont eu de la résine liquide versée sur leur corps puis enflammée, les laissant mourir dans d'atroces tourments. Les cris d'agonie des femmes ont fait en sorte que les àscaris ne fassent pas de quartier et ne fassent pas de prisonniers. Le comportement des porte-drapeaux derviches est remarquable.
Immobiles, sans aucune défense dans cette terrible mêlée, ils tenaient haut leur bannière bleue. Dès que l'un d'eux était tué, un autre le remplaçait et levait à nouveau la bannière. A la fin du combat, il y avait jusqu'à dix-huit porte-drapeaux morts sous une même bannière. Face à l'irrésistible élan des àscari, magnifiquement dirigés par les officiers italiens, qui étaient aussi toujours en première ligne là où la mêlée était la plus vive, les rangs des derviches commencèrent à faiblir. L'effondrement et la déroute définitifs des Mahdistes ont eu lieu lorsqu'un grand nuage de poussière, dans lequel on pouvait apercevoir des chameaux, a été aperçu depuis une pente voisine. Les derviches pensaient qu'il s'agissait de l'avant-garde des renforts italiens arrivés de Cheren, alors que ce n'était autre qu'une trentaine de chameaux de la caravane, apportant des provisions aux Italiens après deux jours de jeûne. En fin de compte, les corps de plus de 250 derviches tombés au combat ont été comptés sur le terrain, tandis que les Italiens se sont plaints de n'avoir perdu que trois hommes (un Ascari et deux Beni-Amer) et huit blessés. Un important butin a été récupéré et quelque 400 prisonniers ont été libérés. En outre, 180 fusils, de nombreuses lances, des trompettes, des tambours, des chevaux et 7 drapeaux de bataille ont été pris à l'ennemi. Pour la bataille d'Agordat, la première victoire italienne sur le sol africain, le capitaine Gustavo Fara a été décoré de la croix de l'ordre militaire de Savoie, les lieutenants Cristofano, Spreafico et Issel de la médaille d'argent de la valeur militaire et 3 ascari de la médaille de bronze de la valeur militaire. Entre-temps, les Italiens ont occupé Agordat comme avant-poste, construisant un blockhaus pour le défendre et le garnissant d'une compagnie d'ascendants.

## Conséquences
Les Derviches survivants, pour la plupart blessés, gagnèrent les hauteurs voisines et se dirigèrent vers les montagnes environnantes, mais là, les Baria prirent leur impitoyable revanche, rendant la cruauté par la cruauté : seuls 60 d'entre eux revinrent à Kassala,.L'affrontement à Agordat rendit les Derviches plus prudents, de sorte que, bien que l'émir de Kassala ait menacé de se venger rapidement, à l'exception de quelques autres petits raids, aucun acte d'importance ne se produisit pendant un certain temps. Cependant, comme Agordat était un point de passage obligé pour les mahdistes qui voulaient faire une incursion dans le haut Barca, siège des Beni-Amer, les Italiens prirent la résolution d'y construire un fort, en le garnissant d'une compagnie indigène et en l'équipant d'artillerie de montagne. Ce fort fut construit dans une position choisie par le général Baratieri, où se rejoignent les deux principales communications entre Cheren et Cassala, assez bien approvisionné en eau, avec un champ de vision libre, un bon champ de tir, et dans une excellente position stratégique pour faciliter la défense contre tout corps ennemi qui voudrait se diriger sur Cheren à partir de Kassala, Agordat étant un point de passage obligé. La victoire italienne, la fondation du fort et le recrutement des bandes de Barca donnèrent ainsi une impulsion aux relations commerciales avec le Soudan. À partir de ce moment, environ deux ans se sont écoulés avant que les Italiens ne combattent à nouveau les Derviches (bataille de Serobeti, 16 juin 1892).

## Source
- (it) Cet article est partiellement ou en totalité issu de l’article de Wikipédia en italien intitulé « Prima battaglia di Agordat » (voir la liste des auteurs).